# 水防
水防（すいぼう）とは、洪水や高潮などが発生した場合に、堤防における越水や漏水、崩壊などを防ぎ、水害の発生を防止するために行われる応急工事（作業）のこと。また、破堤後に可能な限り流入水を制限したり、氾濫拡大の防止およびこれに関する常時の対応など、水害による被害の軽減を図ることを指す。

## 作業内容
主な作業としては、越水や崩壊を防止するために堤防の上面や斜面に土俵を積む、むしろを張るなどしてむしろや木の枝で法面を保護する、杭を打つなどしれ堤防を補強する、漏水個所を囲んで水をため、逆に水圧をかけて泥水の噴出を止める、青竹で堤を締め固めるなどである。

## 水防工法
主な水防工法
- 越水防止のための積土嚢工法 - 堤防の上に土嚢を積む[3]。
- 洗掘に対するシート張り工法
- 土嚢・ブロック・捨石工法
- 木流し工法 - 枝葉の多い木に土嚢の重しをつけて使用[3]。
- 亀裂に対する繋ぎ縫い工法
- 五徳縫い工法 - 堤防の裏面に亀裂が生じた場合、竹を周りに打ち付け、竹の弾力性を利用して亀裂の拡大を防ぐ[3]。
- 漏水に対する月の輪工法 - 土嚢を半月型に積み、中に水を溜めることで、水圧で漏水口が拡がるのを防ぐ[3]。
- 釜段工法 - 漏水の噴出口を中心に土嚢を積み上げて水を溜める[3]。
- シート張り工法 - 防水シートの下部に土嚢の重しをつけて使用[3]。

## 水防法
日本においては、実際の水防作業のために 1949年に水防法が公布された。これに基づいて水防管理団体が組織され、洪水発生時には消防機関などとの協力により必要な作業を行なっている。また平時にも、河川の巡視や警備、必要材料や器具の整備、水防演習などを行っている。